# Daknam
Daknam is een deelgemeente van de Belgische stad Lokeren. Het is een dorp van ongeveer 1000 inwoners en 399,59 hectare groot, gelegen aan de oevers van de Durme.

## Geschiedenis
In Daknam zijn vondsten uit het neolithicum aangetroffen. Tijdens de Gallo-Romeinse periode was er meer permanente bewoning. Vanaf de 12e eeuw was Daknam een zelfstandige parochie waarvan het patronaatsrecht aan de Sint-Baafsabdij toebehoorde.
Oude benamingen voor Daknam waren: Dackenam (1040), Dakingahem (12de eeuw), Dackenham (1156), Dakanham (1160), Dackehan (1170), Dacnem (1219), Dackenen of Dakenen (1330) en Dacknam (1841).
Tot 1794 vormden Daknam en Lokeren een bestuurlijke eenheid, en sinds de fusie van 1977 is Daknam een deelgemeente van Lokeren.

## Demografische evolutie
- Bronnen:NIS, Opm:1831 t/m 1970=volkstellingen; 1976=inwoneraantal op 31 december

## Bezienswaardigheden
- De Onze-Lieve-Vrouwekerk
- Het huis Villa Mijn Droom. Deze landelijke art-nouveau-villa werd in 1907 gebouwd.
- Aangezien Daknam aan het Reinaertpad ligt, dat van Hulst naar Gent voert, werden er twee Reynaertbanken geplaatst, verwijzend naar het epos Van den vos Reynaerde. Het betrekt de Koning Nobelbank aan de Middendam en de bank Coppe R.I.P. op het Dorpsplein. Deze verwijzen naar respectievelijk koning leeuw en de door de vos Reynaert doodgebeten kip.

## Natuur en landschap
Daknam ligt in het Waasland en heeft zich ontwikkeld aan de oever van de Durme. De hoogte bedraagt ongeveer 5 meter. Langs de Durme vindt men de Daknamse Meersen, een natuurgebied.

## Evenementen
- De jaarlijkse Kunst- en Ambachtenmarkt op Pinkstermaandag.
- Elk jaar wordt op de eerste zondag van september Daknam Koerse gereden.

## Verkeer en vervoer
Het dorp had tot 1960 een eigen station, station Daknam, dat vanaf 1866 in bedrijf was. Tegenwoordig loopt op de oude spoorlijn 77A tussen Lokeren en Moerbeke-Waas over vele kilometers een fietspad. Het loopt langs natuurgebieden zoals de Daknamse Meersen, over een oude spoorbrug over de Moervaart, de Spletterenbrug, en langs de gerenoveerde stationnetjes van Daknam en Eksaarde. In de volksmond wordt deze fietsroute kortweg "de Route" genoemd.

## Sport
In de 20e eeuw heeft men het voetbalstadion van Lokeren Daknamstadion gedoopt. Het stadion staat namelijk op grondgebied van het dorp, aan de grens met Lokeren. De overkant van de straat is Lokeren, de kant van het stadion ligt in Daknam. Tegenwoordig spelen SC Lokeren-Temse en Club NXT in het stadion.

## Fotogalerij

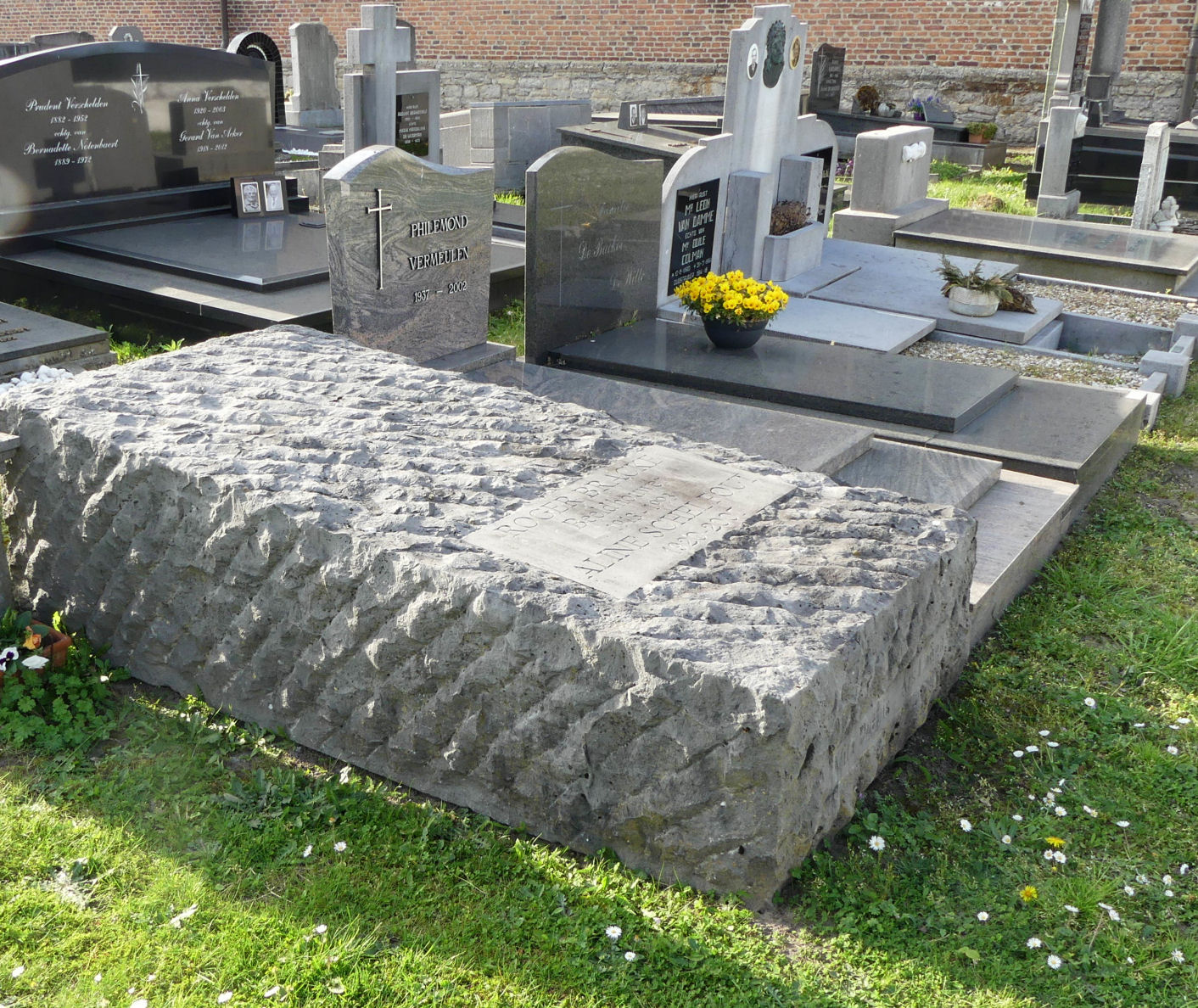
graf in arduin van beeldhouwer Roger Bracke.
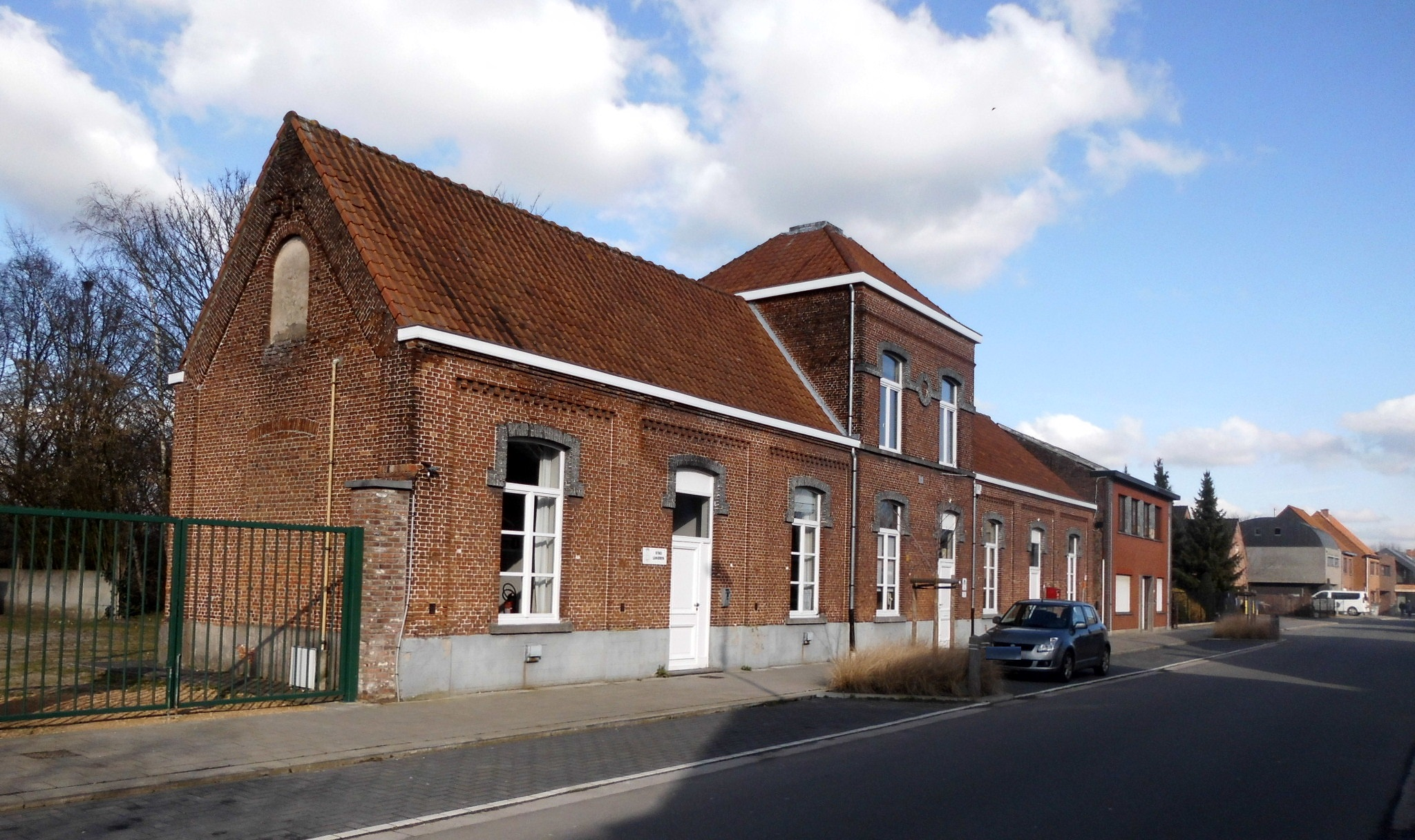
Gemeentehuis van Daknam
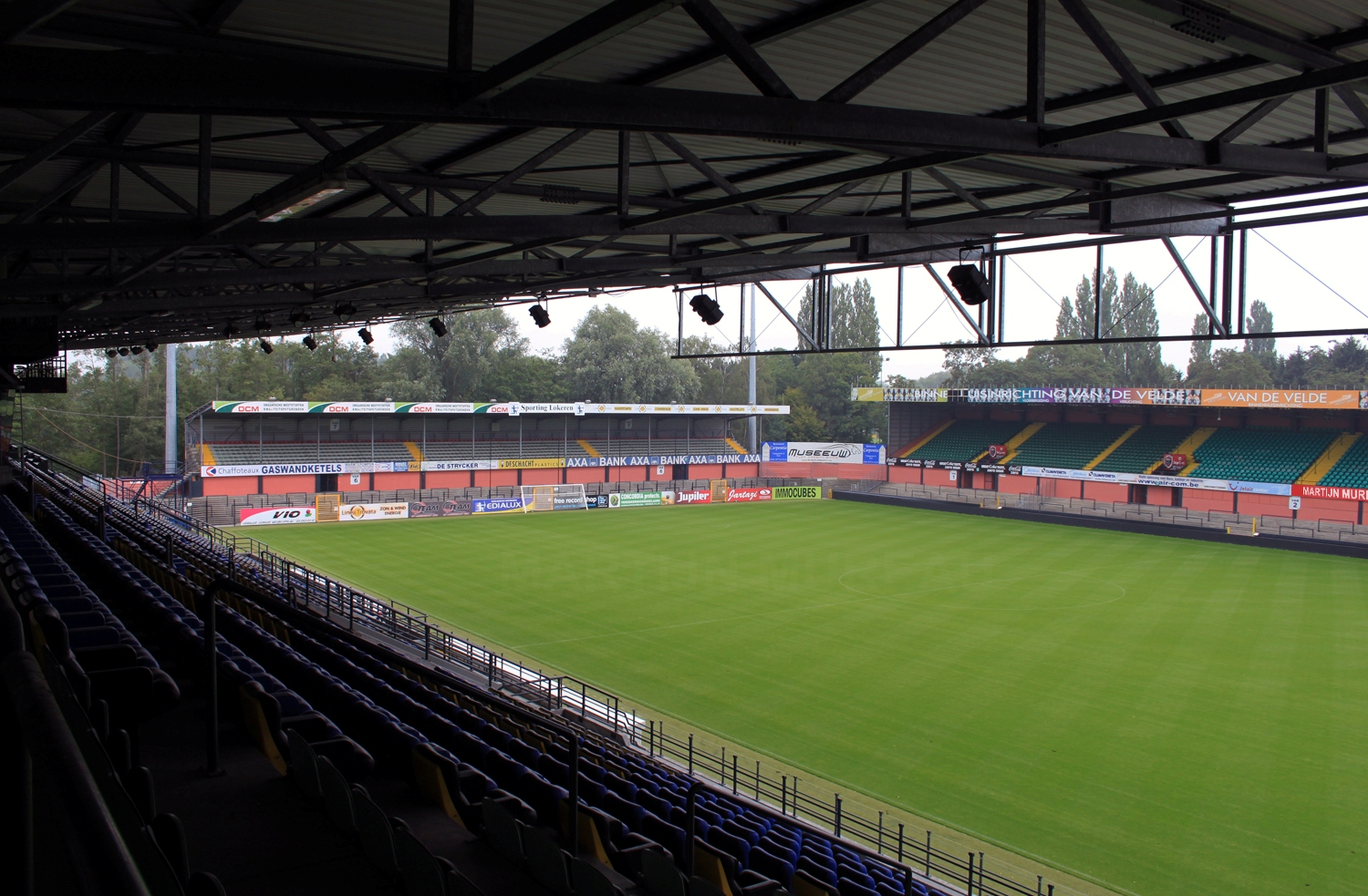
Daknamstadion
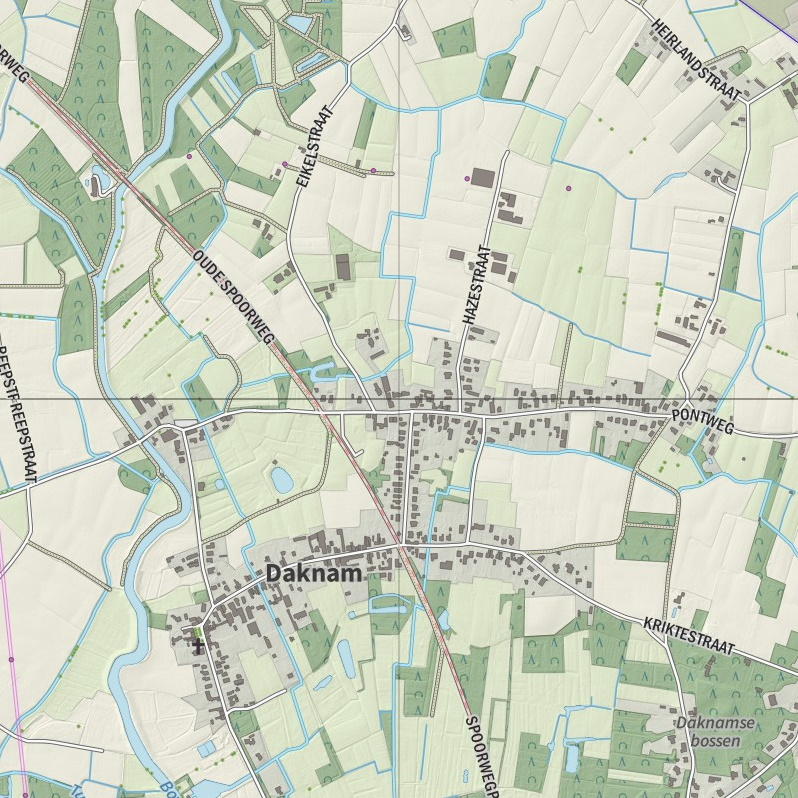
Kaart van Daknam

## Nabijgelegen kernen
Lokeren, Eksaarde, Sinaai, Zeveneken